# Magnococcus cestri
Magnococcus cestri (лат.) — вид полужесткокрылых насекомых-кокцид рода Magnococcus из семейства ложнощитовки (Coccidae).

## Распространение
Южная Америка: Аргентина.

## Описание
Питаются соками таких растений, как Rutaceae: Citrus reticulata; Solanaceae: Capsicum annuum, Cestrum putens, Cestrum parqui.
Вид был впервые описан в 1999 году аргентинским энтомологом М. Гранара де Виллинком (Granara de Willink, M. C.) и назван по имени растения (Cestrum ) на котором обнаружен.
Таксон Magnococcus cestri включён в состав рода Magnococcus Granara de Willink, 1999 (триба Cardiococcini) вместе с видом Magnococcus berberis.